# Coptopteryx argentina
Coptopteryx argentina (лат.) — вид насекомых из семейства настоящих богомолов (Mantidae). 

## Таксономия
Этот вид был описан в 1864 году Германом Бурмейстером как Mantis argentina.

## Внешний вид и строение
Внутренняя сторона передних бедер гладкая. Переднеспинка самок не сильно расширена, гладкая, зеленая. Задние крылья прозрачные.

## Распространение
Неотропический вид, известный из Аргентины, Чили, Парагвая, Уругвая и бразильского Риу-Гранди-ду-Сул .